# Лупа Муфанг
Лупа Муфанг — лупа, удовлетворяющая одному из следующих эквивалентных тождеств Муфанг:
- {\displaystyle z(x(zy))=((zx)z)y},
- {\displaystyle x(z(yz))=((xz)y)z},
- {\displaystyle (zx)(yz)=(z(xy))z},
- {\displaystyle (zx)(yz)=z((xy)z)}.

Введены Рут Муфанг в 1935 году, установившей для такой структуры следующее утверждение (теорему Муфанг): если три элемента лупы Муфанг связаны ассоциативным соотношением, то они порождают группу.
Гладкие лупы Муфанг имеют связанную алгебру — алгебру Мальцева, в некотором смысле похожую на то, как группа Ли имеет связанную алгебру Ли.